# Salsa suprema

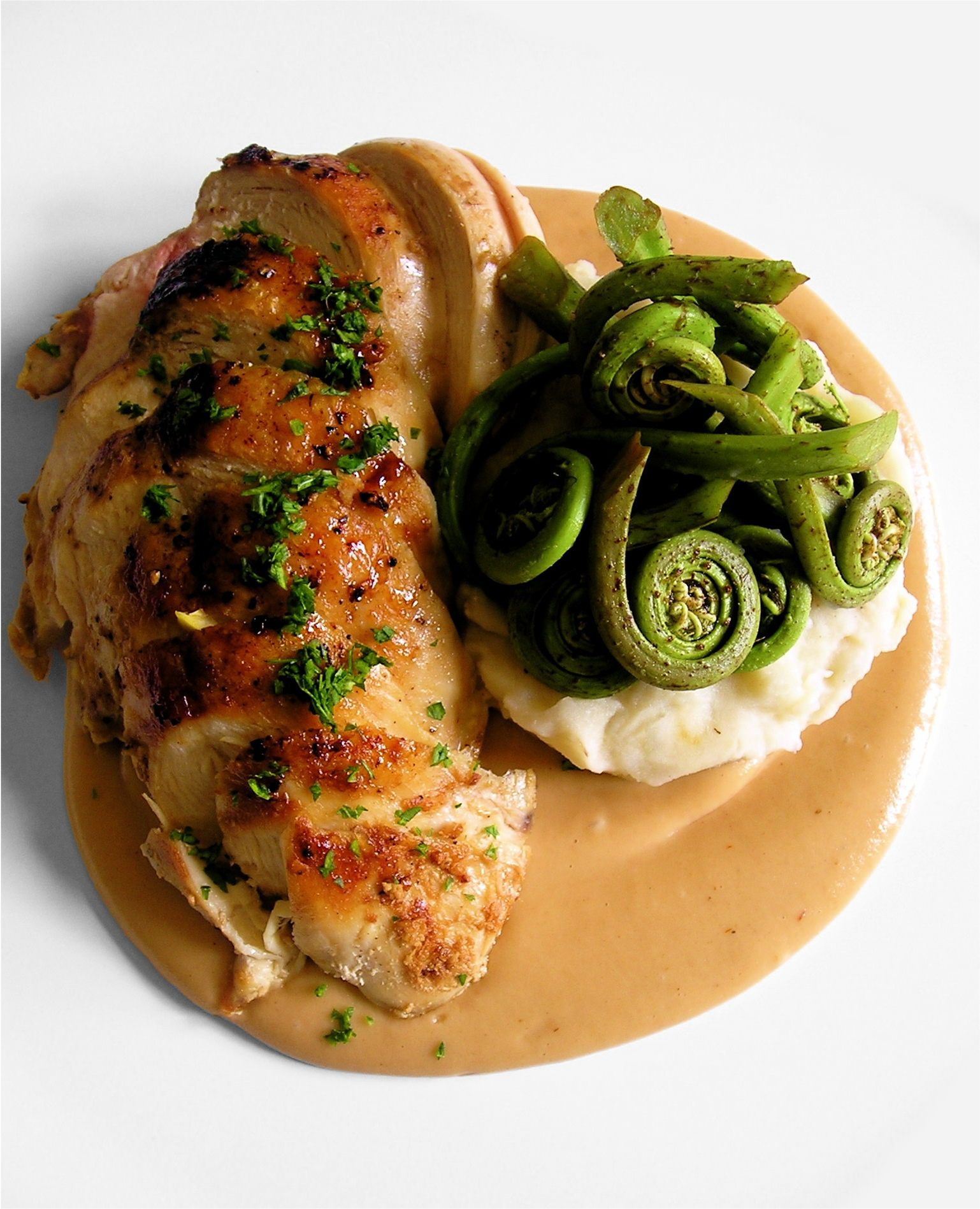
Pechuga de pollo asada con puré de papa al ajo, brotes de helecho y salsa suprema.

La salsa suprema (también denominado salsa suprême) es una preparación culinaria elaborada a partir de una velouté. Es considerada una de las clásicas pequeñas salsas de la cocina francesa, esto es, una salsa elaborada de la combinación de una salsa madre con algunos ingredientes extra.

## Características
De forma tradicional se ha elaborado esta salsa a partir de una salsa velouté (un roux elaborado con caldo de carne - en el caso de la suprême se suele preferir un caldo de pollo), reducido con crema o creme fraiche y posteriormente servido. Esta es una receta que se emplea en el Larousse Gastronomique una obra recopilatoria del saber gastronómico de la cocina francesa publicado en 1938.